# Feralpisalò 2020-2021
Questa voce raccoglie le informazioni riguardanti la Feralpisalò nelle competizioni ufficiali della stagione 2020-2021.

## Stagione
Nella stagione 2020-2021 la Feralpisalò allenata da Massimo Pavanel disputa la decima stagione consecutiva in terza serie. Per questa stagione non viene disputata la Coppa Italia di Serie C, tuttavia la Feralpisalò disputa la Coppa Italia nazionale, nella quale la squadra verdeazzurra nel primo turno supera (1-0) il Pineto, mentre viene eliminata (2-0) dal Lecce nel secondo turno., . In campionato, nel girone B della Serie C, la squadra lacustre termina il girone d'andata al settimo posto con 29 punti, concludendo poi la stagione al quinto posto con 60 punti. Accede ai Play off, nei quali dopo aver superato la Virtus Verona nel secondo turno preliminare (1-1) ma con il miglior piazzamento nel torneo, accede ai Play-off nazionali eliminando (0-0) al San Nicola il Bari nel primo turno, successivamente la squadra gardesana viene eliminata nella doppia sfida del secondo turno dall'Alessandria. Vince (1-0) a Salò e perde (1-0) al Moccagatta, i piemontesi meglio piazzati nel torneo vanno in semifinale.

## Divise e sponsor
Le mute da gioco sono autoprodotte e invariate esteticamente rispetto alla stagione precedente.
Gli sponsor ufficiali sono Feralpi Group, Media Steel, Tenova, Trailer SpA, Forsteel, Pradello, Valsir, Faro Games, Fonte Tavina ed altri.
| Casa | Trasferta | Terza divisa |

## Organigramma societario
Area direttiva
- Presidente: Giuseppe Pasini
- Vice Presidente: Dino Capitanio
- Amministratore delegato: Marco Leali
- Consiglieri: Domenico Bruni, Raimondo Cuccuru, Corrado Defendi, Luigi Salvini, Paolo Zanni

Area organizzativa
- Direttore sportivo: Oscar Magoni
- Team Manager: Andrea Ferretti

Area tecnica
- Allenatore: Massimo Pavanel
- Allenatore in seconda: Diego Zanin
- Preparatore dei portieri: Federico Orlandi
- Preparatore atletico: Daniele Riganti
- Match Analyst: Daniele Cominotti

Area sanitaria
- Medico sociale: Gabriele Cirillo
- Fisioterapisti: Stefano Bosio, Fausto Balduzzi, Matteo Fusi
- Preparatore recupero infortunati: Marco Bresciani
- Consulente ortopedico: Pierfrancesco Bettinsoli

## Rosa
| N. |                   | Ruolo | Calciatore         |
| -- | ----------------- | ----- | ------------------ |
| 1  | Italia (bandiera) | P     | Luca Liverani      |
| 2  | Italia (bandiera) | D     | Federico Bergonzi  |
| 3  | Italia (bandiera) | D     | Giorgio Brogni     |
| 4  | Italia (bandiera) | D     | Nicolas Giani      |
| 5  | Italia (bandiera) | D     | Luca Iotti         |
| 6  | Italia (bandiera) | D     | Loris Bacchetti    |
| 7  | Italia (bandiera) | A     | Andrea Petrucci    |
| 8  | Italia (bandiera) | C     | Luca Guidetti      |
| 9  | Italia (bandiera) | A     | Luca Miracoli      |
| 10 | Italia (bandiera) | A     | Tommaso Ceccarelli |
| 11 | Italia (bandiera) | A     | Giacomo Tulli      |
| 12 | Italia (bandiera) | P     | Stefano Magoni     |
| 13 | Italia (bandiera) | D     | Elia Legati        |
| 14 | Italia (bandiera) | D     | Davide Vitturini   |

| N. |                    | Ruolo | Calciatore         |
| -- | ------------------ | ----- | ------------------ |
| 17 | Italia (bandiera)  | C     | Fabio Scarsella    |
| 18 | Italia (bandiera)  | D     | Lorenzo Messali    |
| 19 | Italia (bandiera)  | A     | Ludovico D'Orazio  |
| 20 | Brasile (bandiera) | A     | Caio De Cenco      |
| 21 | Italia (bandiera)  | C     | Federico Carraro   |
| 22 | Italia (bandiera)  | P     | Victor De Lucia    |
| 23 | Italia (bandiera)  | C     | Tommaso Morosini   |
| 26 | Italia (bandiera)  | C     | Niccolò Pinardi    |
| 27 | Romania (bandiera) | C     | Denis Hergheligiu  |
| 28 | Italia (bandiera)  | D     | Tommaso Farabegoli |
| 29 | Italia (bandiera)  | D     | Francesco Mezzoni  |
| 30 | Italia (bandiera)  | C     | Lorenzo Gavioli    |
| 31 | Italia (bandiera)  | A     | Nicholas Rizzo     |
| 32 | Italia (bandiera)  | A     | Simone Guerra      |

## Calciomercato

### Sessione estiva(dall'1/9 al 5/10)
| Acquisti | Acquisti          | Acquisti  | Acquisti   |
| R.       | Nome              | da        | Modalità   |
| -------- | ----------------- | --------- | ---------- |
| P        | Stefano Magoni    | Orceana   | definitivo |
| D        | Francesco Mezzoni | Napoli    | prestito   |
| D        | Loris Bacchetti   | Gubbio    | definitivo |
| D        | Federico Bergonzi | Atalanta  | prestito   |
| C        | Tommaso Morosini  | Monza     | prestito   |
| A        | Andrea Petrucci   | Fermana   | definitivo |
| A        | Caio De Cenco     | Pontedera | definitivo |
| A        | Nicholas Rizzo    | Genoa     | prestito   |
| A        | Giacomo Tulli     | Catanzaro | definitivo |

| Cessioni | Cessioni           | Cessioni   | Cessioni   |
| R.       | Nome               | a          | Modalità   |
| -------- | ------------------ | ---------- | ---------- |
| D        | Davide Mordini     | Fermana    | definitivo |
| D        | Marco Zambelli     | -          | svincolato |
| D        | Michele Rinaldi    | Imolese    | definitivo |
| D        | Luca Baldassin     | Catanzaro  | definitivo |
| C        | Simone Pesce       | Lumezzane  | definitivo |
| C        | Giovanni Valtulini | Cremonese  | definitivo |
| A        | Mattia Tirelli     | Fiorentina | prestito   |
| A        | Andrea Caracciolo  | Lumezzane  | definitivo |

### Sessione invernale(dal 4/1 all'1/2)
| Acquisti | Acquisti           | Acquisti     | Acquisti   |
| R.       | Nome               | da           | Modalità   |
| -------- | ------------------ | ------------ | ---------- |
| D        | Tommaso Farabegoli | Sampdoria    | prestito   |
| D        | Luca Iotti         | Teramo       | definitivo |
| A        | Simone Guerra      | L.R. Vicenza | definitivo |

| Cessioni | Cessioni          | Cessioni      | Cessioni      |
| R.       | Nome              | a             | Modalità      |
| -------- | ----------------- | ------------- | ------------- |
| D        | Francesco Mezzoni | Napoli        | fine prestito |
| D        | Lorenzo Messali   | Real Calepina | prestito      |
| D        | Davide Vitturini  | Teramo        | definitivo    |
| A        | Caio De Cenco     | Carpi         | prestito      |

## Risultati

### Serie C girone B

#### Girone di andata
| Arbitro: | Pascarella (Nocera Inferiore) |

|                          |           |            |
| Miracoli 5’ Guidetti 32’ | Marcatori | 84’ Cutolo |

| Arbitro: | Grasso (Ariano Irpino) |

|                               |           |              |
| Bordo 37’ Balestrero 49’, 68’ | Marcatori | 26’ Miracoli |

| Arbitro: | Saia (Palermo) |

|                              |           |                |
| T. Morosini 60’ Petrucci 68’ | Marcatori | 82’ Morachioli |

| Arbitro: | Fiero (Pistoia) |

|                             |           |                                                    |
| Bortolussi 38’ Caturano 59’ | Marcatori | 20’ N. Rizzo 50’ Giani 88’ Scarsella 90+5’ Gavioli |

| Arbitro: | Costanza (Agrigento) |

|  |           |                     |
|  | Marcatori | 20’ (aut.) N. Rizzo |

| Modena 21 ottobre 2020, ore 20:45 CEST 6ª giornata | Modena                  | 0 – 0 referto | Feralpisalò | Stadio Alberto Braglia (600 spett.)\| Arbitro: \| Arena (Torre del Greco) \| |
| Arbitro:                                           | Arena (Torre del Greco) |               |             |                                                                              |

| Arbitro: | Giordano (Novara) |

|                                              |           |  |
| Ceccarelli 18’ T. Morosini 28’ Scarsella 49’ | Marcatori |  |

| Arbitro: | Turrini (Firenze) |

|               |           |               |
| Grandolfo 23’ | Marcatori | 37’ Scarsella |

| Arbitro: | Repace (Perugia) |

|                |           |  |
| Ceccarelli 55’ | Marcatori |  |

| Arbitro: | E. Longo (Cuneo) |

|                                           |           |  |
| Pittarello 2’ Manfrin 15’ Marcandella 89’ | Marcatori |  |

| Arbitro: | Cudini (Fermo) |

|                           |           |                   |
| Scarsella 7’ De Cenco 15’ | Marcatori | 49’ (aut.) Legati |

| Arbitro: | Perenzoni (Rovereto) |

|                                       |           |                 |
| D'Orazio 70’, 90’ Miracoli 77’ (rig.) | Marcatori | 69’ Della Latta |

| Arbitro: | Ricci (Firenze) |

|              |           |            |
| Pasquato 28’ | Marcatori | 84’ Legati |

| Arbitro: | Monaldi (Macerata) |

|              |           |                                       |
| D'Orazio 51’ | Marcatori | 48’ (rig.) 79’, 90+1’ (rig.) Guccione |

| Arbitro: | Natilla (Molfetta) |

|             |           |               |
| Parlati 80’ | Marcatori | 77’ Scarsella |

| Arbitro: | Bordin (Bassano del Grappa) |

|             |           |               |
| Carraro 46’ | Marcatori | 90+3’ Boateng |

| Arbitro: | Carrione (Castellammare di Stabia) |

|             |           |                   |
| Bellini 44’ | Marcatori | 17’, 41’ D'Orazio |

| Arbitro: | Petrella (Viterbo) |

|              |           |                       |
| Miracoli 82’ | Marcatori | 34’ Lescano 56’ Botta |

| Arbitro: | Moriconi (Roma) |

|                                             |           |                             |
| Minesso 36’ Falzerano 57’ Burrai 60’ (rig.) | Marcatori | 25’ Ceccarelli 90+4’ Guerra |

#### Girone di ritorno
| Arbitro: | Costanza (Agrigento) |

|                   |           |                                                      |
| Piu 28’ Arini 47’ | Marcatori | 41’ Guerra 44’ (rig.) Ceccarelli 79’ (rig.) Miracoli |

| Arbitro: | Arena (Torre del Greco) |

|                              |           |              |
| Morosini 28’ Scarsella 90+2’ | Marcatori | 56’ Leonetti |

| Arbitro: | Collu (Cagliari) |

|                                    |           |  |
| Bentivegna 14’, 43’ Piovanello 38’ | Marcatori |  |

| Salò 24 marzo 2021, ore 15:00 CET 23ª giornata | Feralpisalò      | 0 – 0 referto | Cesena | Stadio Lino Turina (0 spett.)\| Arbitro: \| Vigile (Cosenza) \| |
| Arbitro:                                       | Vigile (Cosenza) |               |        |                                                                 |

| Arbitro: | Fontani (Siena) |

|  |           |                                     |
|  | Marcatori | 26’ (rig.) Ceccarelli 58’ Scarsella |

| Arbitro: | Gualtieri (Asti) |

|  |           |            |
|  | Marcatori | 73’ Muroni |

| Ravenna 22 febbraio 2021, ore 17:30 CET 26ª giornata | Ravenna                    | 0 – 0 referto | Feralpisalò | Stadio Bruno Benelli (0 spett.)\| Arbitro: \| Cascone (Nocera Inferiore) \| |
| Arbitro:                                             | Cascone (Nocera Inferiore) |               |             |                                                                             |

| Arbitro: | Scatena (Avezzano) |

|               |           |  |
| Scarsella 40’ | Marcatori |  |

| Arbitro: | E. Longo (Cuneo) |

|                         |           |  |
| Cannavò 35’ Ferrani 80’ | Marcatori |  |

| Arbitro: | Andreano (Prato) |

|                                                |           |  |
| Scarsella 6’, 90+2’ T. Morosini 30’ Guerra 34’ | Marcatori |  |

| Arbitro: | Carella (Bari) |

|             |           |               |
| Litteri 80’ | Marcatori | 78’ Scarsella |

| Arbitro: | Carrione (Castellammare di Stabia) |

|                                             |           |  |
| Chiricò 8’ Ronaldo 27’, 79’ Della Latta 67’ | Marcatori |  |

| Arbitro: | Catanoso (Reggio Calabria) |

|               |           |  |
| Scarsella 21’ | Marcatori |  |

| Arbitro: | Repace (Perugia) |

|  |           |                 |
|  | Marcatori | 50’ (aut.) Tosi |

| Arbitro: | Milone (Taurianova) |

|                |           |                        |
| Ceccarelli 68’ | Marcatori | 50’ Valeau 85’ Ferrara |

| Arbitro: | F. Longo (Paola) |

|             |           |                                            |
| Boateng 17’ | Marcatori | 33’, 64’ Guerra 45’ Guidetti 54’ Scarsella |

| Arbitro: | Sfira (Pordenone) |

|                                                                  |           |             |
| Ceccarelli 2’ Guerra 25’ D'Orazio 33’ Giani 36’ Tulli 65’, 90+2’ | Marcatori | 72’ De Sena |

| San Benedetto del Tronto 25 aprile 2021, ore 20:30 CEST 37ª giornata | Sambenedettese     | 0 – 0 referto | Feralpisalò | Stadio Riviera delle Palme (0 spett.)\| Arbitro: \| Scatena (Avezzano) \| |
| Arbitro:                                                             | Scatena (Avezzano) |               |             |                                                                           |

| Arbitro: | Gualtieri (Asti) |

|  |           |                          |
|  | Marcatori | 16’ Elia 71’ Bianchimano |

### Play-off

#### Turni preliminari
| Arbitro: | Fiero (Pistoia) |

|            |           |                |
| Guerra 19’ | Marcatori | 56’ Pittarello |

#### Fase nazionale
| Arbitro: | N. Marini (Trieste) |

|           |           |  |
| Tulli 56’ | Marcatori |  |

| Bari 26 maggio 2021, ore 17:30 CEST Ottavi di finale - Ritorno | Bari                | 0 – 0 referto | Feralpisalò | Stadio San Nicola (0 spett.)\| Arbitro: \| Maranesi (Ciampino) \| |
| Arbitro:                                                       | Maranesi (Ciampino) |               |             |                                                                   |

| Arbitro: | Cosso (Reggio Calabria) |

|               |           |  |
| Scarsella 20’ | Marcatori |  |

| Arbitro: | Bitonti (Bologna) |

|                 |           |  |
| Arrighini 45+2’ | Marcatori |  |

### Coppa Italia
| Arbitro: | Amabile (Vicenza) |

|                |           |  |
| Ceccarelli 35’ | Marcatori |  |

| Arbitro: | Robilotta (Sala Consilina) |

|                            |           |  |
| Henderson 69’ Dubickas 88’ | Marcatori |  |

## Statistiche

### Statistiche di squadra
| Competizione | Punti | In casa | In casa | In casa | In casa | In casa | In casa | In trasferta | In trasferta | In trasferta | In trasferta | In trasferta | In trasferta | Totale | Totale | Totale | Totale | Totale | Totale | D.R. |
| Competizione | Punti | G       | V       | N       | P       | Gf      | Gs      | G            | V            | N            | P            | Gf           | Gs           | G      | V      | N      | P      | Gf     | Gs     | D.R. |
| ------------ | ----- | ------- | ------- | ------- | ------- | ------- | ------- | ------------ | ------------ | ------------ | ------------ | ------------ | ------------ | ------ | ------ | ------ | ------ | ------ | ------ | ---- |
| Serie C      | 60    | 19      | 11      | 2       | 6       | 31      | 18      | 19           | 6            | 7            | 6            | 23           | 28           | 38     | 17     | 9      | 12     | 54     | 46     | +8   |
| Play off     | -     | 3       | 2       | 1       | 0       | 3       | 1       | 2            | 0            | 1            | 1            | 0            | 1            | 5      | 2      | 2      | 1      | 3      | 2      | +1   |
| Coppa Italia | -     | 1       | 1       | 0       | 0       | 1       | 0       | 1            | 0            | 0            | 1            | 0            | 2            | 2      | 1      | 0      | 1      | 1      | 2      | -1   |
| Totale       | -     | 23      | 14      | 2       | 6       | 35      | 19      | 22           | 6            | 8            | 8            | 23           | 31           | 45     | 20     | 11     | 14     | 58     | 50     | +8   |

### Andamento in campionato
| Giornata  | 1 | 2 | 3 | 4 | 5 | 6 | 7 | 8 | 9 | 10 | 11 | 12 | 13 | 14 | 15 | 16 | 17 | 18 | 19 | 20 | 21 | 22 | 23 | 24 | 25 | 26 | 27 | 28 | 29 | 30 | 31 | 32 | 33 | 34 | 35 | 36 | 37 | 38 |
| --------- | - | - | - | - | - | - | - | - | - | -- | -- | -- | -- | -- | -- | -- | -- | -- | -- | -- | -- | -- | -- | -- | -- | -- | -- | -- | -- | -- | -- | -- | -- | -- | -- | -- | -- | -- |
| Luogo     | C | T | C | T | C | T | C | T | C | T  | C  | C  | T  | C  | T  | C  | T  | C  | T  | T  | C  | T  | C  | T  | C  | T  | C  | T  | C  | T  | T  | C  | T  | C  | T  | C  | T  | C  |
| Risultato | V | P | V | V | P | N | V | N | V | P  | V  | V  | N  | P  | N  | N  | V  | P  | P  | V  | V  | P  | N  | V  | P  | N  | V  | P  | V  | N  | P  | V  | V  | P  | V  | V  | N  | P  |
| Posizione | 1 | 7 | 4 | 1 | 6 | 6 | 3 | 5 | 2 | 5  | 3  | 2  | 3  | 4  | 4  | 6  | 8  | 9  | 10 | 7  | 6  | 6  | 7  | 7  | 7  | 7  | 6  | 6  | 6  | 6  | 6  | 6  | 5  | 6  | 5  | 5  | 5  | 5  |

Legenda:

Luogo: C = Casa; T = Trasferta. Risultato: V = Vittoria; N = Pareggio; P = Sconfitta.